# Jakov Kern
Jakov Kern (Breitensee, 11. travnja 1897. – Beč, 20. listopada 1924.), austrijanski član franjevačkog svjetovnog reda i premonstratenškog reda. Proglašen je blaženim 21. lipnja 1998.

## Životopis
Rođen je u Breitenseeu, današnjem zapadnom dijelu Beča. Na krštenju je dobio ime Franjo Aleksandar (Franz Alexander). Odrastao je u kršćanskoj obitelji. U dobi od deset godina ulazi u malo sjemenište nadbiskupije u Hollabrunnu. U dobi od petnaest godina, pridružio se franjevačkom svjetovnom redu. 20. listopada 1917. upisao se na Teološki fakultet Sveučilišta u Beču i ušao u sjemenište. Tri godine kasnije ulazi u premonstratenški red i uzima ime Jakov. 23. srpnja 1922. Kern je zaređen za svećenika u katedrali sv. Stjepana u Beču. 
Umro je u operacijskoj dvorani tijekom operacije (zbog starih ratnih rana) u Beču 20. listopada 1924. godine. Pokopan je u Gerasu u Donjoj Austriji, gdje se čuvaju njegove relikvije. Beatificirao ga je papa Ivan Pavao II., 21. lipnja 1998.